# 暴力的テロ猛撃キャンペーン
暴力的テロ猛撃キャンペーン（ぼうりょくてきテロもうげきキャンペーン、中国語: 严厉打击暴力恐怖活动专项行动）とは、中華人民共和国政府が2014年5月に新疆ウイグル自治区で開始した政策である。新疆紛争の一側面であり、民族的に多様で動乱を抱えた同自治区を効果的に管理するために中国共産党政府が続けている取り組みである。
中華人民共和国は、2000年代の世界的な「対テロ戦争」を奇貨として、分離主義者や民族の混乱をイスラム過激派のテロ行為と見なし、新疆における対反乱作戦を正当化してきた。中国当局は、一連の政策が国家安全保障の目的に不可欠であると主張している。

## 背景
2009年ウイグル騒乱後の2010年4月、新疆の宗教政策を14年間にわたって担ってきた前任の王楽泉に代わって、張春賢が新疆ウイグル自治区中国共産党委員会書記に就任した。張は王の政策を継続し、さらに強化した。 2011年、張は政策声明として「現代文化が新疆の発展をリードする」ことを提言した。 2012年に、張は「脱・過激派」（中国語: 去极端化）キャンペーンという言葉を初めて口にした。中国共産党中央委員会総書記習近平の下で、中国共産党政府はこの地域での軍事的プレゼンスを拡大し、ウイグルの市民的自由に対してより厳しい制限を導入し始めた。

## 運動
漢民族と新疆ウイグル自治区のウイグル人との間の緊張の高まり、シリア内戦でのウイグル人戦闘員の徴募、ウイグル人分離主義者が仕組んだいくつかのテロ事件などを受けて、2014年の年明け早々、新疆ウイグル自治区の中国当局は「猛撃」を再開した。ウイグル人が所有する携帯電話やパソコン、宗教関係の資料などを対象とした措置がとられた。政府は同時に「反テロ人民戦争（中国語: 反恐人民战争）」を発表し、地方政府は公共の場での長いヒゲの禁止やベールの着用を含む新たな規制を導入した。
研究者らは、新疆ウイグル自治区で最も普及している抑圧的措置は、政府によるデジタル大量監視システムの使用ではないかと述べている。当局は、ウイグル人のDNA、虹彩スキャン、音声サンプルを収集し、デジタルデバイスのコンテンツを定期的にスキャンし、デジタルコード化されたIDカードを使用して動きを追跡し、自宅、街路、市場にCCTVカメラを設置している。

## 批判
中国は、イスラム教徒のウイグル人コミュニティのメンバーが大量に拘留されていることに対して、数多の国や人権オブザーバーから鋭い批判を受けている。新疆ウイグル自治区を30年間研究してきた、ジェームズAミルワードは、「2017年初頭からの新疆における国家による抑圧は、かつてこれほど厳しくなったことはない」と断言した。米国務省は、新疆ウイグル自治区の少数派イスラム教徒に対する中国の「悪化する弾圧」に深い懸念を抱いていると述べており、ドナルド・トランプ政権は、人権侵害の疑惑に関連する中国の高官や企業に対する制裁を検討していると報じられた。カナダ当局はまた、北京と収容所について懸念を表明し、国連もまた「我々は、いわゆる『再教育収容所』に拘留されている何千人ものウイグル人の案件において、透明性と適正手続きが欠如していることに重大な懸念を抱いている。これは、法の支配に対する中国のコミットメントに疑問を投げかけ続けており、国際的な人権義務に違反している 」としている。

## 中国共産党政府の対応
中国の指導者習近平は、2014年5月に、「新疆におけるわが党の支配戦略が正しく、長期的に維持しなければならないことが実践によって証明された」と述べた。
2018年11月、国連パネルは、チベットと新疆ウイグル自治区において「悪化している」中国の人権の歴史を非難した。中国共産党政府は、そのような国際的な非難は「政治的動機」であると応じた。楽玉成外務部副部長は、「事実を全く無視した、偏見に満ちた少数の国からの政治的に動かされた非難を受け入れることはない。いかなる国も、民主主義や人権の定義を決めることはできない」と述べた。中華人民共和国は、自国がテロの犠牲者であり、ウイグル人が自国に対する不満によってではなく、世界的なジハード・イデオロギーに駆られていると主張し、猛撃キャンペーンを合法的なものとして擁護している。中国共産党政府は、収容所が再教育を目的としていることを否定している。